# Marguerite Kérékou
Marguerite Kérékou ou Marguerite Kérékou Midjo  est l'épouse de Mathieu Kérékou et donc Première dame de la République populaire du Bénin du 26 octobre 1972 au 4 avril 1991 puis de la République du Bénin du 4 avril 1996 au 6 avril 2006,.

## References
1. ↑  « Affaire résidences “Les filaos“ : Marguerite Kérékou, la voix qui manque au débat », sur Matin Libre (consulté le 31 août 2021)
2. ↑  « Bénin : Mathieu Kérékou, une histoire africaine – Jeune Afrique », sur JeuneAfrique.com, 21 octobre 2015 (consulté le 31 août 2021)